# Thumb (Architektenfamilie)
Thumb ist der Name einer Vorarlberger Architektenfamilie des Barock, Mitglieder der Auer Zunft, von denen die Entwürfe zahlreicher bedeutender Sakralbauten in Süddeutschland, der Schweiz, Österreich und dem Elsass stammen.
Peter I. Thumb (* um  1610) ⚭ Barbara Beer:
1. Michael Thumb (1640–1690) ⚭ Christina Feurstein († 1690):
  1. Gabriel Thumb (1671–1719?), Baumeister (mit seinem Bruder Peter) ⚭ Agatha Feuerstein
  2. Peter II. Thumb  (1681–1766)
2. Christian Thumb (1645–1726)

1. Alois Thumb (vor 1818) Stiftungsbaumeister
  1. Albert Alois Thumb (1838–1886) Architekt
    1. Albert Thumb (1865–1915) Professor, Dr. der Sprachwissenschaft.